# Bút chì

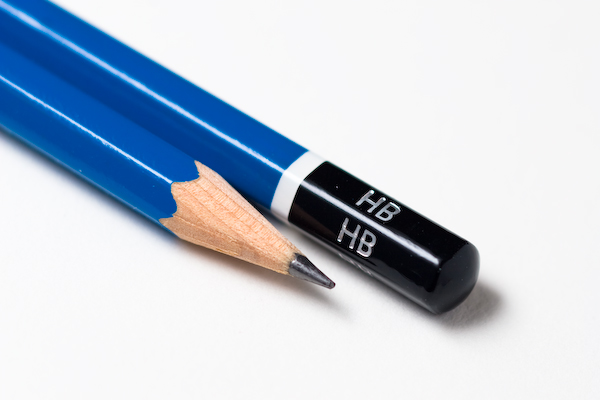
Bút chì HB

Bút chì là một đồ dùng để viết hoặc vẽ trên giấy hoặc gỗ, thường có lõi bằng chất liệu than chì và các hợp chất của nó hoặc tương tự, bút chì hiện đại được phát minh vào năm 1795 bởi Nicolas-Jacques Conte, là nhà khoa học phục vụ trong quân đội của Napoleon Boneparte.

## Phát minh và ứng dụng bút chì
Người La Mã đã sử dụng thanh kim loại gọi là stylus để viết trên giấy làm từ vỏ cây papyrus.
Than chì graphite được lịch sử ghi nhận sử dụng từ năm 1564 tại Borrowdale, Anh.
Bút chì được sản xuất lần đầu tiên tại Nürnberg, Đức, năm 1662.

## Cấu tạo của bút chì
Lõi làm bằng than chì (graphite) và vỏ làm bằng gỗ hoặc giấy ép. Bút chì hiện đại còn có thêm loại bút chì bấm và bút chì ngòi.

## Cách sản xuất bút chì

Sản xuất bút chì

Ruột bút chì (loại thường) trong sản xuất công nghiệp thường được tạo ra bằng hỗn hợp than chì và đất sét mịn trộn với nước để tạo các sợi ruột chì dài. Các sợi ruột chì này được nhúng vào dầu hoặc sáp và đổ vào nửa phần vỏ bút có tạo rãnh. Sau đó, nửa phần vỏ bút còn lại được gắn lên trên và ép lại. Tiếp theo đó, cây chì dài này được sơn lại và cắt ra thành từng đoạn bút chì để mang ra thị trường cho người dùng.

## Màu sắc chủ yếu
Có hai loại bút chì: bút chì thường màu đen và bút chì màu có nhiều màu sắc.
Bút chì đen thường được sử dụng để viết nháp hoặc tập viết còn bút chì màu được dùng trong hội họa, tô màu là chủ yếu.

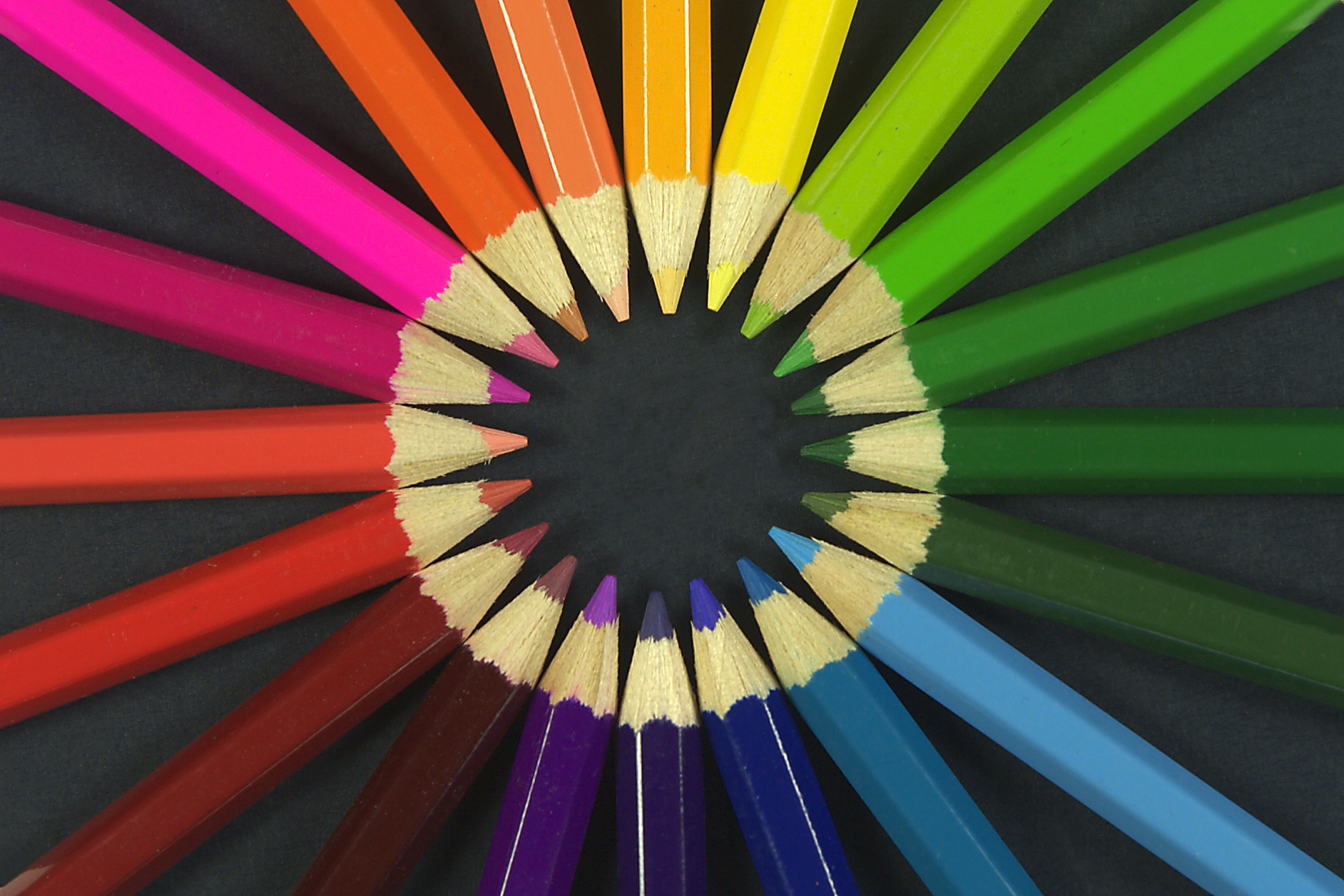
Bút chì màu
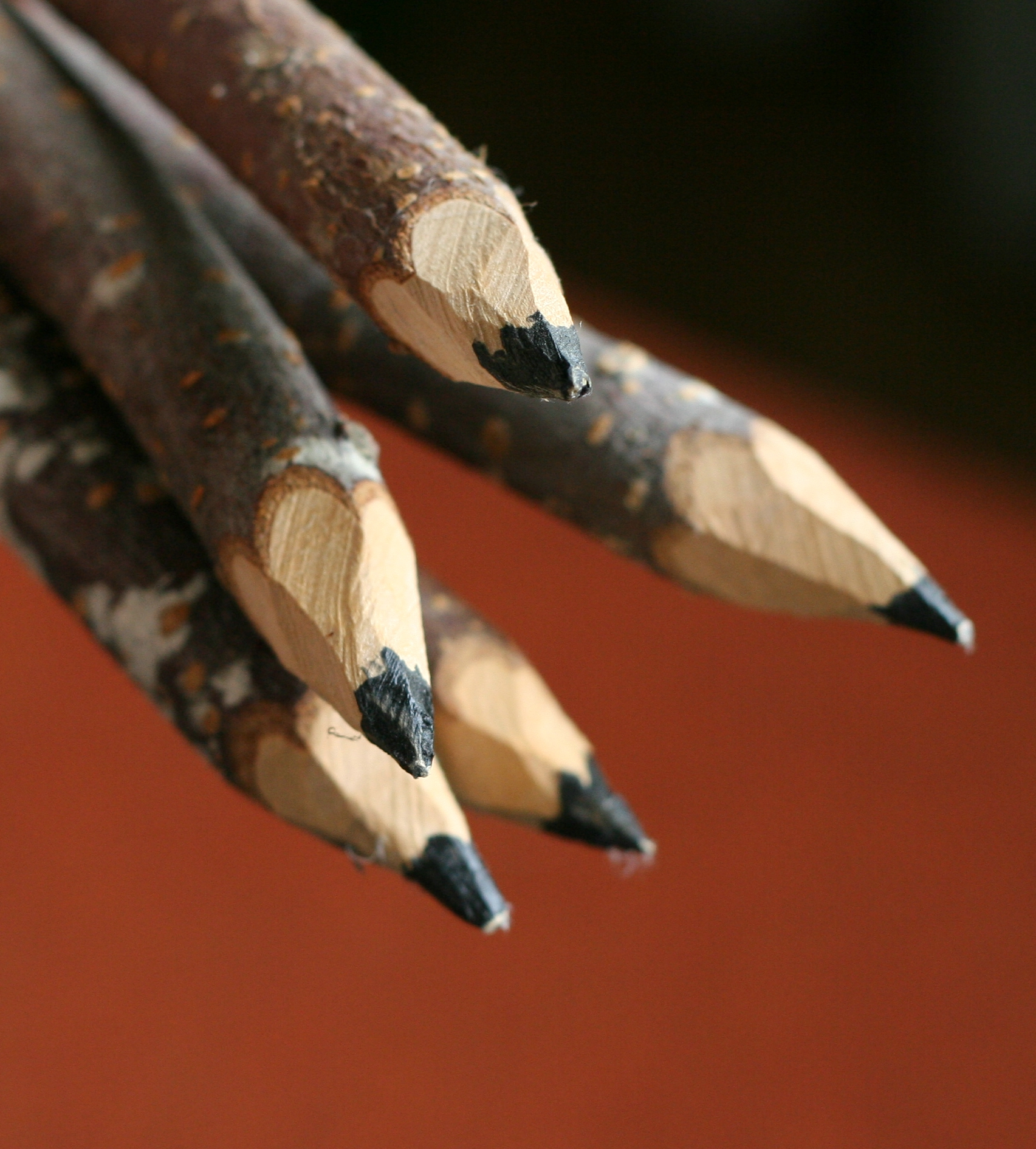
Bút chì đen
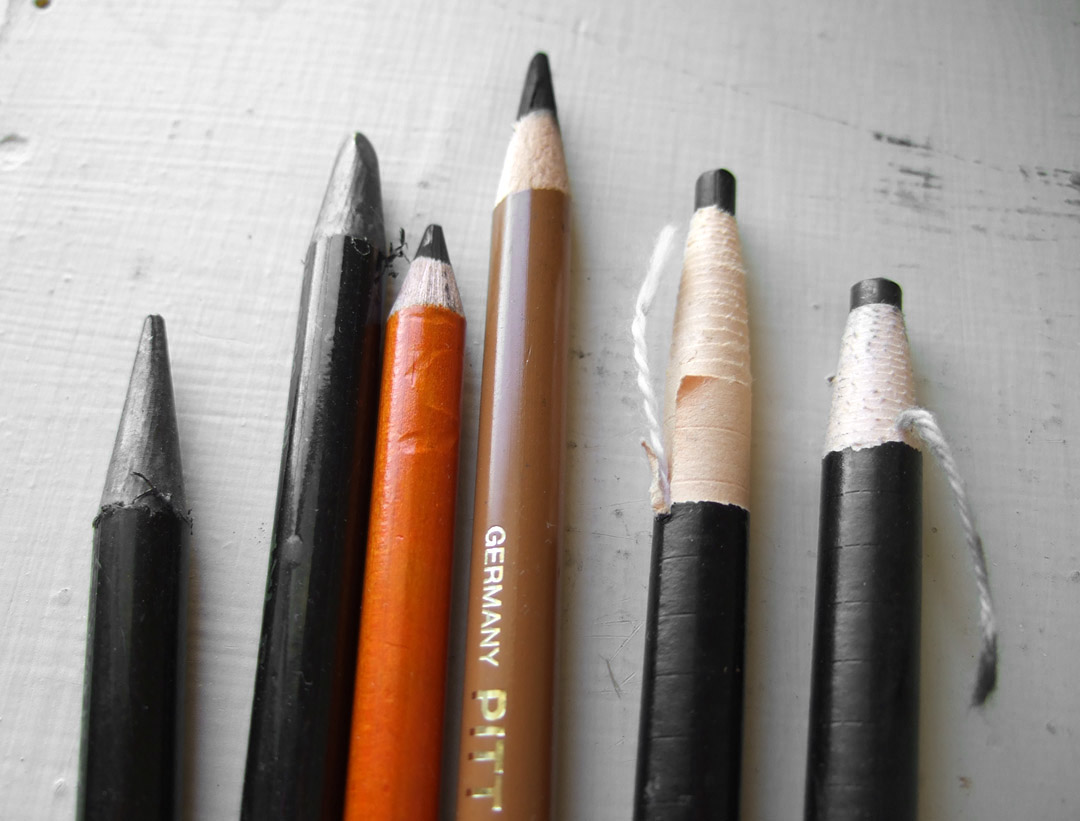
Bút chì than chì, bút chì than và bút chì than bọc giấy

## Phân loại ruột chì về độ cứng
Độ cứng của bút chì tại Việt Nam sử dụng theo hệ thống phân loại độ cứng bút chì châu Âu hiện đại, trải từ 9H (cứng và nhạt nhất) đến 9B (mềm và đậm nhất). Tuy thang phân loại khá dài nhưng người ta chỉ thường dùng loại từ 9H đến 5B
.
|           |    |    |    |    |    |            |            |            |            |    |   |    |    |    |          |          |          |    |    |
| 9H        | 8H | 7H | 6H | 5H | 4H | 3H         | 2H         | H          | F          | HB | B | 2B | 3B | 4B | 5B       | 6B       | 7B       | 8B | 9B |
| Cứng nhất | →  | →  | →  | →  | →  | Trung bình | Trung bình | Trung bình | Trung bình | →  | → | →  | →  | →  | Mềm nhất | Mềm nhất | Mềm nhất |    |    |

## Phân loại theo ứng dụng
- Bút chì viết, kí hoạ,...
- Bút chì kỹ thuật: bút chì kim,...
- Bút chì màu học sinh,...

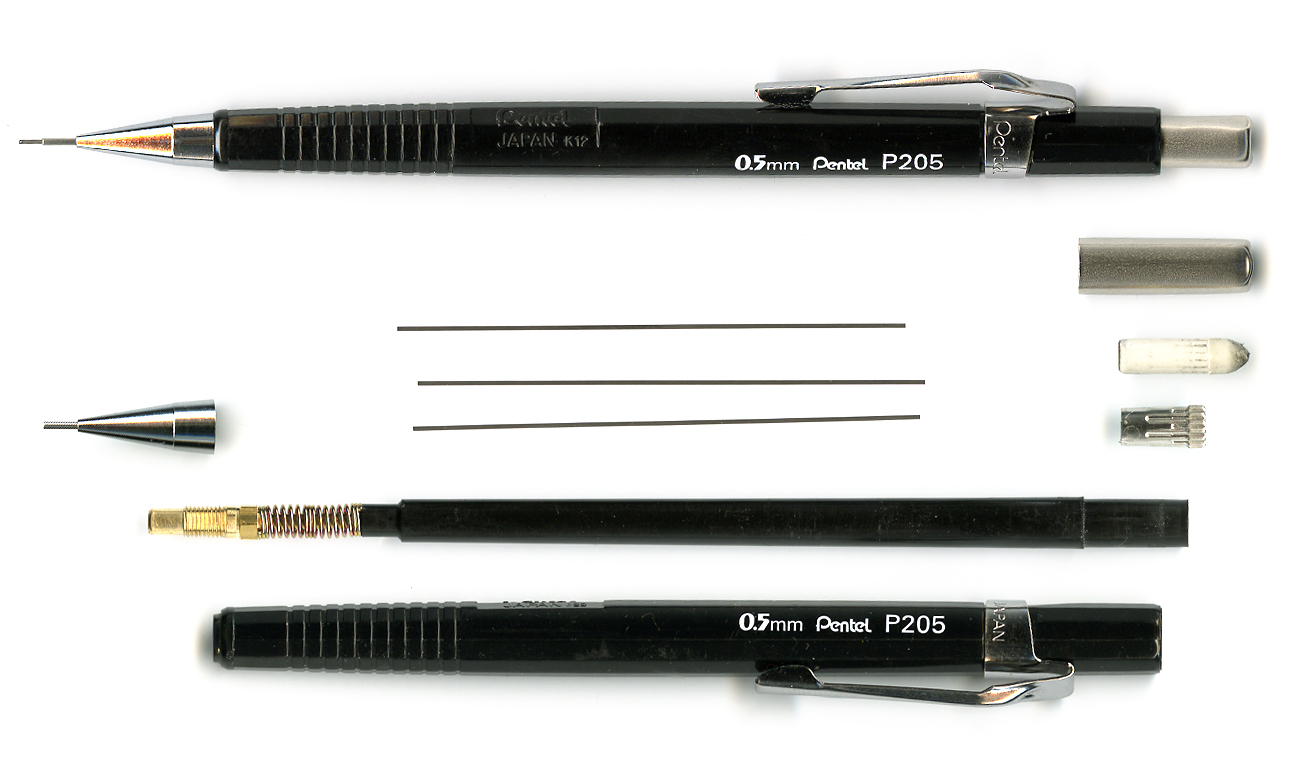
Cấu tạo của bút chì kim

- Bút chì màu nước dùng cho hội họa,...
- Bút chì màu dầu, sáp, than,...
- Bút chì trang điểm,...